# Хав'єр Ечеїта
Хав'єр Ечеїта (ісп. Xabier Etxeita, нар. 31 жовтня 1987, Аморебієта-Ечано) — іспанський футболіст, захисник клубу «Хетафе».

## Ігрова кар'єра
Народився 31 жовтня 1987 року в місті Аморебієта-Ечано. Вихованець футбольної школи клубу «Аморебієта», де і розпочав свою ігрову кар'єру.
2006 року потрапив до структури клубу «Атлетік Більбао» і перші два з половиною сезони виступав за другу команду «Більбао Атлетик» у Сегунді Б, третьому за рівнем дивізіоні Іспанії.
По ходу сезону 2008-09 був переведений до основної команди «Атлетіка», проте закріпитись в головному клубі з Більбао так і не зумів, зігравши до кінця 2009 року лише 17 матчів в чемпіонаті.
На початку 2010 року був відданий в оренду в «Картахену» з Сегунди, де зіграв 14 матчів.
Влітку 2010 року в статусі вільного агента перейшов в інший клуб Сегунди «Ельче», де провів три сезони, допомігши в останньому з них зайняти перше місце і вийти в Прімеру.
Проте в «еліті» Ечеїта став вже виступати за нову команду, повернувшись влітку 2013 року на правах вільного агента в «Атлетік Більбао». Втім і з другої спроби відразу заграти в команді не зумів, зігравши протягом першого сезону лише 3 матчі в національному чемпіонаті. Але згодом таки почав регулярно виходити на поле у складі головної команди Країни Басків.
Сезон 2018/19 провів в оренді в «Уесці», після чого приєднався до «Хетафе».
| Дата       | Місто | Господарі | Результат | Гості   | Турнір            | Голи | Примітки |
| ---------- | ----- | --------- | --------- | ------- | ----------------- | ---- | -------- |
| 12-10-2015 | Київ  | Україна   | 0 – 1     | Іспанія | Відбір до ЧЄ 2016 | -    |          |
| Усього     |       | Матчів    | 1         |         | Голів             | 0    |          |

## Титули
- Володар Суперкубка Іспанії:

«Атлетік»: 2015